# Palotai Hugó
Palotai Hugó, 1909-ig Bäumel (Újpest, 1876. február 9. – Budapest, 1924. december 14.) magyar újságíró, költő.

## Élete
Bäumel Jakab (1837–1904) és Goldmann Janka fia. Testvére Palotai Ármin gépészmérnök volt. Tanulmányait a budapesti főreáliskolában, majd a Budapesti Tudományegyetem Jog- és Államtudományi Karán végezte. Már tizenöt éves korában franciából két regényt fordított az Ország-Világ számára, melyek részletekben jelentek meg lap hasábjain. 1895-ben munkatársa lett a Szabad Szó című folyóiratnak. Ezt követően a Függetlenséghez került, majd az Egyetértésnek és a Magyar Szónak lett belső munkatársa. Ez utóbbi lapnál elsősorban politikával és pénzüggyel kapcsolatos cikkeket írt. Szépirodalmi dolgozatait fővárosi napi- és hetilapok, míg fordításait a Berliner Tageblatt közölte. Halála előtt néhány évvel megválasztották a Háziipari Szövetkezet vezérigazgatójának. 1918-ban a magyar háziipar fejlesztése körül szerzett érdemeit királyi tanácsosi címmel ismerték el. 1924. december 14-én irodájában felakasztotta magát.
A Kozma utcai izraelita temetőben helyezték végső nyugalomra. A szertartást Hevesi Simon főrabbi végezte.

## Magánélete
Felesége Steiner Jozefa volt, akivel 1902. február 16-án Budapesten, az Erzsébetvárosban kötött házasságot.

## Művei
- Versek (Budapest, 1899)
- A magyar alkotmány (Budapest, 1902., Munkás Füzetek. II. 1.)